# کشنژوپول-بودکی
کشنژوپول-بودکی (به لهستانی:  Księżopole-Budki) یک روستا در لهستان است که در گمینا بیلانه واقع شده‌است.